# Ildefonso Castro
Ildefonso Castro López (Ferrol, La Coruña, 4 de mayo de 1964) es un diplomático español.

## Biografía
Nacido en la ciudad coruñesa de Ferrol, el día 4 de mayo de 1964.
Se licenció en Derecho por la Universidad de Santiago de Compostela y en el 1992 ingresó en la carrera diplomática.
Sus primeros destinos fueron en las representaciones diplomáticas españolas en Guinea Ecuatorial, Paraguay, y Suecia.
Luego pasó a ser Vocal Asesor en el Departamento Internacional y de Seguridad del Presidente del Gobierno de España y Director del Gabinete de la Secretaría de Estado de Asuntos Exteriores (SEAEX).
También fue Segundo Jefe de la Embajada Española en Santo Domingo (Rep. Dominicana) y en Dublín (Irlanda).
En el mes de enero de 2012 fue nombrado Director del Departamento de Política Internacional y Seguridad de la Presidencia del Gobierno, al cual perteneció anteriormente como vocal asesor; y desde agosto de 2013 ha sido Director del Departamento de Asuntos Internacionales del Gabinete de la Presidencia.
Por decisión del Consejo de Ministros, fue el Secretario de Estado de Asuntos Exteriores desde el día 21 de enero de 2017 hasta su cese el 19 de junio de 2018.
En enero de 2025 fue ascendido a la categoría de Ministro Plenipotenciario de segunda clase.